# Лазаревські
Лазаревські (рос. Лазаревские) — український старшинський, пізніше дворянський рід.

## Походження
Походить від козаків Лазоренків, які за реєстрами 1711 і 1736 були приписані до Конотопської сотні Ніжинського полку. Одна з відомих гілок цього роду була заснована знатним військовим товаришем Ананієм Лазоренко, жителем міста Конотоп (XVII ст.). Його онук Степан Леонтійович Лазоренко (?—1803) — став конотопським кушніром, пізніше повернувся в стан козаків і змінив прізвище на Лазаревський. Після ліквідації автономії Гетьманщини, і видання 21 квітня 1785 року імператрицею Катериною II «Грамоти на права, вольности и преимущества российского дворянства», Степан Леонтійович 10 жовтня 1786 за рішенням дворянських зборів Новгород-Сіверського намісництва отримав спадкове дворянство за військову службу предків, і з нащадками був внесений в II частину дворянської родовідної книги Новгород-Сіверського намісництва. Але вже в 1790-х рр., із запровадженням у Російській імперії значних обмежень щодо зарахування до дворянського стану, насамперед через обов'язкове затвердження прав на дворянство Правительствуючим Сенатом, Лазаревський та його діти втратили права на дворянство.

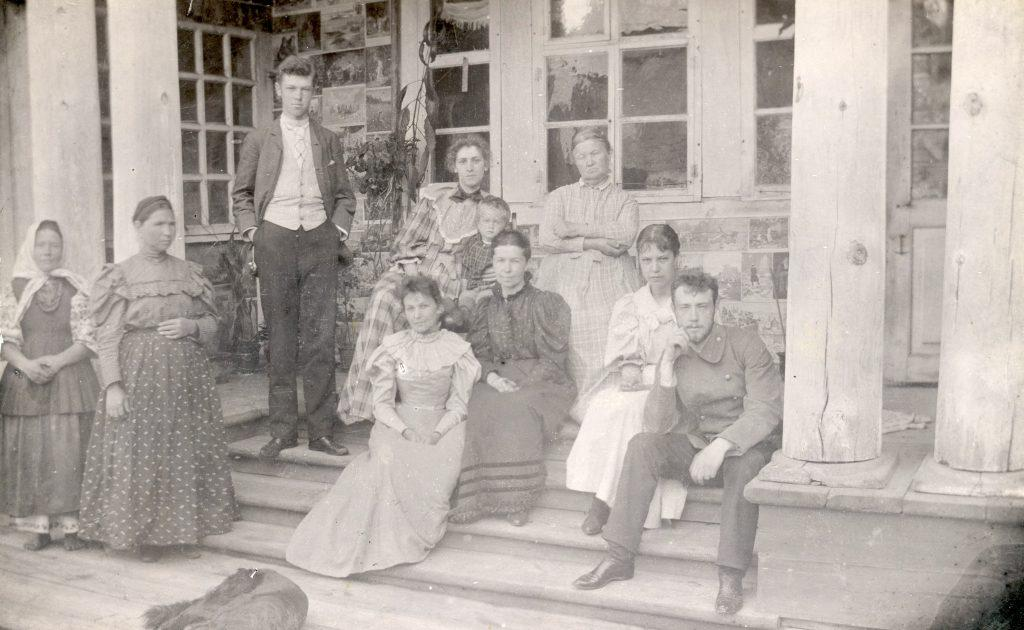
Груповий портрет родини Лазаревських

## Опис герба
В блакитному полі дві сидячі обернені одна від одної борзі собаки; зверху червона стіна (Лескі зм).
Нашоломник: виникаюча вліво борза.

## Представники роду
Ілля Степанович Лазаревський (1758—1806) — колезький реєстратор, канцелярист Конотопського сотенного правління та Ніжинської полкової канцелярії (1770—1780), значковий товариш Ніжинського полку (1780), суддя м. Конотоп (1782), чиновник Конотопського повітового казначейства (1783—91), возний та коморник Конотопського повіту (1797—1806).
- Матвій Ілліч Лазаревський (1778—1856) — титулярний радник. Отримав домашню освіту. Служив у конотопських підкоморському та повітовому судах (1797—1832). Під час служби змінив прізвище на Лазаревський. 1832 року вийшов у відставку, і того ж року був обраний засідателем Конотопського повітового суду. За організацію виборів дворянства (1836) нагороджений орденом св. Володимира IV ст., завдяки чому 20 травня 1836 року на підставі рішення Чернігівських дворянських зборів рід Лазаревських було внесено в III частину дворянської родовідної книги Чернігівської губернії. Автор мемуарів про Чернігівщину першої половини XIX ст. «Памяти мои [Архівовано 24 лютого 2017 у Wayback Machine.]».
  - Василь Матвійович Лазаревський (1817—1890) — белетрист, письменник і перекладач. Закінчив Харківський університет. Чиновник Оренбурзької прикордонної комісії (1847—1848). З 1848 року жив у Петербурзі. Був знайомий з Тарасом Шевченком, листувався з ним і матеріально допомагав поетові на засланні. Переклав російською мовою твори Вільяма Шекспіра — «Отелло», «Король Лір», «Макбет», збирав матеріали для «Полного малоросійського словаря» (залишився в рукописі);
  - Михайло Матвійович Лазаревський (1818—1867) — закінчив Ніжинську гімназію вищих наук. Службу почав у Чернігівській палаті цивільного суду (1838–40). У 1841–46 роках жив у Тобольську, з 1846 році переїхав до Оренбурга. Там в 1847 році познайомився з Т. Шевченком, який на той час був туди засланий (згодом був переведений в Орську фортецю). Знайомство перейшло в дружбу, яка тривала до смерті поета. З 1850 року служив чиновником з особливих доручень при петербурзькому цивільному губернаторові та радником Петербурзького губернського правління. З кінця 1850-х і до смерті працював управителем справами й маєтками графа Олексія Уварова.
  - Олександр Матвійович Лазаревський (1834—1902) — український історик і генеалог;
    - Борис Олександрович Лазаревський (1871—1936) — український та російський письменник, співробітник військового міністерства УНР. З 1921 на еміграції у Франції;
    - Гліб Олександрович Лазаревський (1879—1949) — український літературознавць;
      - Олександр Глібович Лазаревський (1910—2003) — в 1935 році разом з матір'ю був репресований, засуджений на 5 років позбавлення волі і засланий до Сибіру. Під час Другої світової воював на Ленінградському фронті. За фахом — будівельник. Після війни працював у Міністерстві комунального господарства УРСР начальником відділу зовнішнього благоустрою Управління благоустрою і зелених зон. Від 1976 — на пенсії. Почав займатися літературною діяльністю. Автор спогадів «Настоящему с памятью о прошлом»;
        - Олександр Олександрович Лазаревський (1948—2009) — український культурний діяч;

    - Катерина Олександрівна Лазаревська (1879—1940) — український археограф та палеограф;
    - Ганна Олександрівна Лазаревська (1868—1948) — дружина Тихіна Осадчого;

  - Федір Матвійович Лазаревський (1820—1890) — закінчив Чернігівську гімназію та Харківський університет. Розпочав службу в канцелярії Чернігівської губернської управи, потім в Оренбурзькій прикордонній комісії. Від 1860 року управляючий удільної контори в м. Орел. В 1870–83 рр. управляючий Ставропольськими удільними маєтностями.
  - Яків Матвійович Лазаревський (1829—1880) — навчався в Конотопському повітовому училищі, потім у Полтавському кадетському корпусі, звідки переведений у Дворянський полк. В 1851 р. залишив військову службу, жив у Санкт-Петербурзі, пізніше м. Керч. Працював у Керченському археологічному музеї, брав участь в археологічних розкопках біля міст Керч та Новомосковськ. Від 1862 р. управляючий Лівадією;
  - Іван Матвійович Лазаревський (1836—1887) — дійсний статський радник. Навчався в Конотопському повітовому училищі, пізніше Ніжинській гімназії. Закінчив юридичний факультет Санкт-Петербурзького університету. Секретар у Орловському губернському по селянським справам присутствії (1861–65), а з 1869 — в присутствії по селянських справах губерній Царства Польського у Варшаві (1874 переведене до С.-Петербурга). Був одним з упорядників збірника «Собрание важнейших памятников по истории Русского права».
    - Микола Іванович Лазаревський (1868—1921) — відомий російський правознавець, діяч партії кадетів. Після Революції брав активну участь в органі Юридичної наради Тимчасового уряду. Розстріляний за рішенням ВЧК в 1921 році по т.з. «Справі Таганцева».